# HP-42S

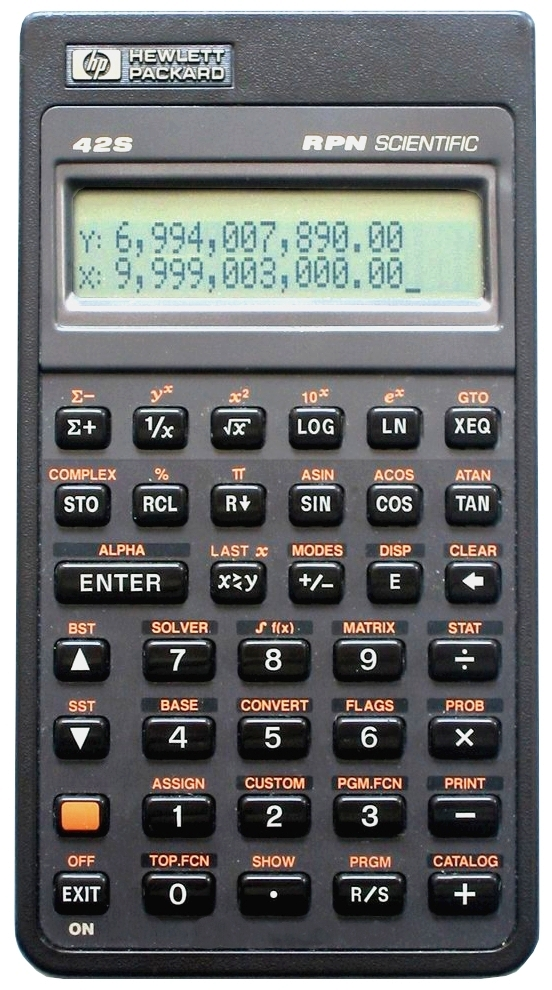
HP 42S

HP-42S – jeden kalkulatorów firmy Hewlett-Packard, pracujący wyłącznie w systemie odwrotnej notacji polskiej (RPN).
Jest kontynuatorem serii HP-41 w linii Pioneer i z założenia jest w pełni kompatybilny pod względem składni oprogramowania. Posiada dwuwierszowy wyświetlacz dot matrix, analogicznie do modeli HP-17B, czy HP-27S. Pozwala to na łatwiejszą kontrolę operacji na stosie. Z innych możliwości warto wspomnieć edytor macierzy, operacje na liczbach zespolonych, ponad 500 wbudowanych funkcji, całkowanie numeryczne, możliwość wykonywania prostych wykresów oraz solver. Podstawową wadą jest brak jakiejkolwiek komunikacji I/O z innymi kalkulatorami lub komputerami, co sprawia, że programy należy wprowadzać ręcznie. Kalkulator nie posiada również architektury pozwalającej na rozbudowę pamięci.